# Rivalité entre le CR Belouizdad et le MC Oran
La Rivalité de la L1 ,, et qui est considérée aussi comme un clasico, traite les matchs entre le Chabab Riadhi de Belouizdad (CRB) et le Mouloudia Club d'Oran (MCO) et donne lieu à une importante confrontation. Le premier y représente Alger, la capitale du pays, le second Oran, la deuxième plus grande ville du pays.
Ils sont par ailleurs les deux clubs ayant disputé le plus grand nombre de saisons en première division nationale, puisqu'ils ont tous les deux toujours fait partie de cette élite, à une saison près,,.

## Histoire
La rivalité entre les deux clubs commence dès la première saison du championnat national de Division 1, organisé après l'indépendance du pays en 1962. Le premier match entre le Mouloudia Club d’Oran et le Chabab Riadhi Belouizdad (anciennement Belcourt) a lieu lors de la troisième saison, dont il marque l’ouverture.
Le dimanche 13 septembre 1964 voit ainsi le début de cette rivalité du football algérien, devant 25 000 spectateurs. Le MCO domine le CRB grâce à des réalisations de Nehari (35e) et Karim Hmida (41e et 47e), lui permettant de mener 3-0 après une heure de jeu. Le CRB se réveille au cours de la dernière demi-heure du jeu pour réduire le score sur un travail collectif permettant à Arab de faire trembler par deux fois les filets de Larbi « Elgool » (57e et 85e).
Cette première confrontation se termine donc par la victoire du MCO sur le score de 3 buts à 2 contre le CRB de l’époque. Le match retour n’a pas  lieu : le CRB a le gain du match par pénalité à la suite de la suspension du MC Oran et du MC Alger de toute activité footballistique par le ministre du sport de l’époque,.
Lors de cette première rencontre entre les deux clubs, les deux équipes se présentent ainsi sur le terrain :
```
MC Oran : Larbi, Hamadi, Maguenni, Hacene, Korichi, Bessah, Belgot, Nahari, Hamida, Belabbes, Abdelkrim.
Entraineur : Chibani
CR Belouizdad : Nassou, Slimane, Mansour, Youssef, Meziane, Hamiti, Aoun, Djema, Arab, Zitoun, Ouahdi.
Entraineur : Arab.
S: Mohamed Chaibeddera
```

Le mardi 14 février 2017, le stade Ahmed Zabana est le théâtre de la centième confrontation entre les deux clubs, à l'occasion d'une rencontre du championnat d'Algérie de première division. Ce décompte tient compte des matchs de coupe entre les deux doyens du championnat national qui comptabilisent chacun 55 saisons en première division en 2018.

## Match par match
| 1962-1963                | Groupes différents                   | Groupes différents                   | Groupes différents                   | Groupes différents                                    | Groupes différents                          |                |                |                |
| 1963-1964                | Groupes différents                   | Groupes différents                   | Groupes différents                   | Groupes différents                                    | Groupes différents                          |                |                |                |
| 1964-1965                | 1- MC Oran-CR Belcourt               | Stade Municipal                      | 3 - 2                                | Arab 57e 85e                                          | Nehari 35e, Hamida 41e 47e                  |                |                |                |
| 1964-1965                | 2- CR Belcourt-MC Oran               | Stade El Annasser                    | 3 - 0                                | Match annulé                                          | Match annulé                                | Match annulé   | Match annulé   | Match annulé   |
| 1965-1966                | MC Oran-CR Belcourt                  | Stade du 19 juin                     | 1 - 0                                | Hamida 67e                                            | -                                           |                |                |                |
| 1965-1966                | CR Belcourt-MC Oran                  | Stade El Annasser                    | 5 - 1                                | Chenen 7e, Zitouni A. 30e 86e, Lalmas 64e 81e         | Beddiar 75e                                 |                |                |                |
| 1966-1967                | MC Oran-CR Belcourt                  | Stade du 19 juin                     | 1 - 0                                | -                                                     | Embarek 23e                                 |                |                |                |
| 1966-1967                | CR Belcourt-MC Oran                  | Stade El Annasser                    | 3 - 0                                | Lalmas 58e 82e, Kalem 67e                             | -                                           |                |                |                |
| 1967-1968                | MC Oran-CR Belcourt                  | Stade du 19 juin                     | 1 - 1                                | Djilali Selmi 56e                                     | Krimo 85e                                   |                |                |                |
| 1967-1968                | CR Belcourt-MC Oran                  | Stade El Annasser                    | 1 - 0                                | Kalem                                                 | -                                           |                |                |                |
| Coupe 1967-1968 (1/8 F)  | CR Belcourt - MC Oran                | Stade El Annasser                    | 2 - 1                                | Dj.Selmi 43e, Matem 80e                               | Fréha 60e                                   |                |                |                |
| 1968-1969                | MC Oran-CR Belcourt                  | Stade du 19 juin                     | 1 - 0                                | -                                                     | Fréha 51e                                   |                |                |                |
| 1968-1969                | CR Belcourt-MC Oran                  | Stade El Annasser                    | 3 - 2                                | Dj.Selmi 29e, Lalmas 80e, Boudjenoun 89e              | Abdel Hamid Belabbès 18e, Fréha 79e         |                |                |                |
| Coupe 1968-1969 (1/2 F)  | MC Oran - CR Belcourt                | Stade du 19 juin                     | 1 - 1                                | Achour 30e                                            | Nehari 47e                                  |                |                |                |
| Coupe 1968-1969 (1/2 F)  | CR Belcourt-MC Oran                  | Stade El Annasser                    | 2 - 0                                | Djemaa 44e, Lalmas 84e                                | -                                           |                |                |                |
| 1969-1970                | MC Oran-CR Belcourt                  | Stade du 19 juin                     | 3 - 1                                | Moha                                                  | Fréha , Meguenine , Mehdi                   |                |                |                |
| 1969-1970                | CR Belcourt-MC Oran                  | Stade El Annasser                    | 2 - 0                                | Lalmas 20e, Bouhadji 70e (csc)                        | -                                           |                |                |                |
| 1970-1971                | MC Oran-CR Belcourt                  | Stade du 19 juin                     | 2 - 0                                | -                                                     | Fréha 65e, Mehdi 78e                        |                |                |                |
| 1970-1971                | CR Belcourt-MC Oran                  | Stade El Annasser                    | 0 - 1                                | -                                                     | Fréha 51e                                   |                |                |                |
| 1971-1972                | MC Oran-CR Belcourt                  | Stade du 19 juin                     | 1 - 2                                | Mustapha Dahleb , Lalmas                              | ?                                           |                |                |                |
| 1971-1972                | CR Belcourt-MC Oran                  | Stade du 20 août                     | 1 - 1                                | ?                                                     | ?                                           |                |                |                |
| 1972-1973                | MC Oran-CR Belcourt                  | Stade du 19 juin                     | 1 - 0                                | -                                                     | Djelly                                      |                |                |                |
| 1972-1973                | CR Belcourt-MC Oran                  | Stade du 20 août                     | 2 - 1                                | Talbi , Abdelghafour                                  | Belgot                                      |                |                |                |
| 1973-1974                | MC Oran-CR Belcourt                  | Stade du 19 juin                     | 1 - 1                                | Djamel Tlemcani                                       | Belkedrouci                                 |                |                |                |
| 1973-1974                | CR Belcourt-MC Oran                  | Stade du 20 août                     | 1 - 1                                | Tahir Hamid                                           | Chaïb Haddou                                |                |                |                |
| Coupe 1973-74 (1/8 F)    | MC Oran - CR Belcourt                | Stade des 3 Frères-Amarouche (SBA)   | 2 - 0                                | -                                                     | Belkedrouci , ?                             |                |                |                |
| 1974-1975                | MC Oran-CR Belcourt                  | Stade du 19 juin                     | 2 - 1                                |                                                       |                                             |                |                |                |
| 1974-1975                | CR Belcourt-MC Oran                  | Stade du 20 août                     | 1 - 1                                |                                                       |                                             |                |                |                |
| 1975-1976                | MC Oran-CR Belcourt                  | Stade du 19 juin                     | 3 - 0                                |                                                       | Chaïb Haddou Chaïb Ibrahim Chaïb Houari     |                |                |                |
| 1975-1976                | CR Belcourt-MC Oran                  | Stade du 20 août                     | 4 - 2                                |                                                       |                                             |                |                |                |
| 1976-1977                | MC Oran-CR Belcourt                  | Stade du 19 juin                     | 2 - 2                                |                                                       |                                             |                |                |                |
| 1976-1977                | CR Belcourt-MC Oran                  | Stade du 20 août                     | 2 - 1                                |                                                       |                                             |                |                |                |
| 1977-1978                | MP Oran - CM Belcourt                | Stade du 19 juin                     | 2 - 1                                |                                                       |                                             |                |                |                |
| 1977-1978                | CM Belcourt-MP Oran                  | Stade du 20 août                     | 0 - 0                                | -                                                     | -                                           |                |                |                |
| Coupe 1977-1978 (1/2 F)  | MP Oran - CM Belcourt                | Stade du 19 juin                     | 0 - 0                                | -                                                     | -                                           |                |                |                |
| Coupe 1977-1978 (1/2 F)  | CM Belcourt-MP Oran                  | Stade du 20 août                     | 0 - 0 t.a.b (5 - 4)                  | -                                                     | -                                           |                |                |                |
| 1978-1979                | MP Oran - CM Belcourt                | Stade du 19 juin                     | 0 - 1                                | -                                                     | -                                           |                |                |                |
| 1978-1979                | CM Belcourt - MP Oran                | Stade du 20 août                     | 0 - 0                                | -                                                     | -                                           |                |                |                |
| 1979-1980                | MP Oran - CM Belcourt                | Stade du 19 juin                     | 0 - 0                                | -                                                     | -                                           |                |                |                |
| 1979-1980                | CM Belcourt - MP Oran                | Stade du 20 août                     | 2 - 0                                |                                                       |                                             |                |                |                |
| 1980-1981                | MP Oran - CM Belcourt                | Stade du 19 juin                     | 0 - 0                                | -                                                     | -                                           |                |                |                |
| 1980-1981                | CM Belcourt - MP Oran                | Stade du 20 août                     | 2 - 0                                | Ighili 67e (pen.), Bourade 76e                        | -                                           |                |                |                |
| 1981-1982                | MP Oran - CM Belcourt                | Stade du 19 juin                     | 0 - 0                                | -                                                     | -                                           |                |                |                |
| 1981-1982                | CM Belcourt - MP Oran                | Stade du 20 août                     | 0 - 3                                | Forfait du CRB                                        | Forfait du CRB                              | Forfait du CRB | Forfait du CRB | Forfait du CRB |
| 1982-1983                | CM Belcourt - MP Oran                | Stade du 20 août                     | 1 - 0                                | Zaghzi 71e                                            | -                                           |                |                |                |
| 1982-1983                | MP Oran - CM Belcourt                | Stade du 19 juin                     | 0 - 0                                | -                                                     | -                                           |                |                |                |
| 1983-1984                | CM Belcourt - MP Oran                | Stade du 20 août                     | 3 - 1                                |                                                       |                                             |                |                |                |
| 1983-1984                | MP Oran - CM Belcourt                | Stade du 19 juin                     | 2 - 0                                |                                                       |                                             |                |                |                |
| 1984-1985                | MP Oran - CM Belcourt                | Stade du 19 juin                     | 3 - 0                                |                                                       |                                             |                |                |                |
| 1984-1985                | CM Belcourt - MP Oran                | Stade du 20 août                     | 2 - 2                                | Djeha 18e, Neggazi 48e                                | Khodja 62e (csc), Khelili 71e               |                |                |                |
| Coupe 1984-1985 (1/16 F) | MP Oran - CM Belcourt                | Stade Maâmar Sahli (Chlef)           | 1 - 1 t.a.b (5 - 4)                  | Atrouche 108e                                         | El-Hadi Khelili 119e (pen.)                 |                |                |                |
| 1985-1986                | MP Oran - CM Belcourt                | Stade du 19 juin                     | 1 - 0                                | -                                                     | Benmimoun Habib 80e                         |                |                |                |
| 1985-1986                | CM Belcourt - MP Oran                | Stade du 20 août                     | 1 - 1                                | Neggazi 27e                                           | Meziane Mourad 56e                          |                |                |                |
| 1986-1987                | CM Belcourt - MP Oran                | Stade du 20 août                     | 1 - 1                                | Neggazi 64e                                           | Mourad Meziane 3e                           |                |                |                |
| 1986-1987                | MP Oran - CM Belcourt                | Stade du 19 juin                     | 1 - 0                                |                                                       |                                             |                |                |                |
| 1987-1988                | J. Belcourt - M. d'Oran              | Stade du 20 août                     | 1 - 1                                | Kabrane 78e                                           | Sebbah 72e                                  |                |                |                |
| 1987-1988                | M. d'Oran - J. Belcourt              | Stade du 19 juin                     | 0 - 0                                | -                                                     | -                                           |                |                |                |
| 1988-1989                | Divisions différentes : le CRB en D2 | Divisions différentes : le CRB en D2 | Divisions différentes : le CRB en D2 | Divisions différentes : le CRB en D2                  | Divisions différentes : le CRB en D2        |                |                |                |
| 1989-1990                | MC Oran - CR Belouizdad              | Stade du 19 juin                     | 1 - 0                                | -                                                     | ?                                           |                |                |                |
| 1989-1990                | CR Belouizdad - MC Oran              | Stade du 20 août                     | 0 - 0                                |                                                       |                                             |                |                |                |
| 1990-1991                | CR Belouizdad - MC Oran              | Stade du 20 août                     | 1 - 2                                | Zane 80e                                              | Tasfaout 4e, Meziane 36e                    |                |                |                |
| 1990-1991                | MP Oran - CM Belcourt                | Stade du 19 juin                     | 0 - 1                                |                                                       | -                                           |                |                |                |
| 1991-1992                | CM Belcourt - MP Oran                | Stade du 20 août                     | 0 - 0                                | -                                                     | -                                           |                |                |                |
| 1991-1992                | MP Oran - CM Belcourt                | Stade Habib-Bouakeul                 | 4 - 2                                | Ben Noubader 30e Djahmoune 75e                        | Mourad Meziane 22e 28e 78e Tasfaout 63e     |                |                |                |
| 1992-1993                | CM Belcourt - MP Oran                | Stade du 20 août                     | 3 - 0                                | Khoudja 28e, Ali Moussa 30e, Hamiti 80e               | -                                           |                |                |                |
| 1992-1993                | MP Oran - CM Belcourt                | Stade Ahmed-Zabana                   | 3 - 1                                | F.Moussouni 62e                                       | Goual 10e, Dali Yahia 12e, Tasfaout 60e     |                |                |                |
| 1993-1994                | MP Oran - CM Belcourt                | Stade Ahmed-Zabana                   | 0 - 0                                | -                                                     | -                                           |                |                |                |
| 1993-1994                | CM Belcourt - MP Oran                | Stade du 20 août                     | 2 - 1                                | Ali Moussa 64e, A.Dahmani 88e                         | Senouci 80e                                 |                |                |                |
| 1994-1995                | CM Belcourt - MP Oran                | Stade du 20 août                     | 1 - 0                                | Ghelloubi 12e                                         |                                             |                |                |                |
| 1994-1995                | MP Oran - CM Belcourt                | Stade Habib-Bouakeul                 | 3 - 0                                | -                                                     | Aek.Tlemcani 23e, Tasfaout 61e 87e          |                |                |                |
| 1995-1996                | MP Oran - CM Belcourt                | Stade Ahmed-Zabana                   | 2 - 0                                | -                                                     | Mecabih 50e, M.Meziane 55e                  |                |                |                |
| 1995-1996                | CM Belcourt - MP Oran                | Stade du 20 août                     | 2 - 2                                | M.Dob 57e, Bakhti 67e                                 | Boukessassa 78e 89e                         |                |                |                |
| 1996-1997                | MC Oran - CR Belouizdad              | Stade Ahmed-Zabana                   | 5 - 1                                | Ali Moussa 49e                                        | Gaid 32e 45e, Benzerga 37e 80e, Goual 57e   |                |                |                |
| 1996-1997                | CR Belouizdad - MC Oran              | Stade du 20 août                     | 1 - 0                                | Hechaichia 36e                                        | -                                           |                |                |                |
| 1997-1998                | MC Oran - CR Belouizdad              | Stade Ahmed-Zabana                   | 1 - 0                                | -                                                     | Boukessassa 90e                             |                |                |                |
| 1997-1998                | CR Belouizdad - MC Oran              | Stade du 20 août                     | 4 - 2                                | Hechaichia 4e 66e, Bakhti 52e, Settara 62e            | Benzerga 55e, Boukessassa 59e               |                |                |                |
| 1998-1999                | MC Oran - CR Belouizdad              | Stade Habib-Bouakeul                 | 2 - 1                                | Said Boutaleb 2e                                      | Belatoui 33e Benhamou 81e                   |                |                |                |
| 1998-1999                | CR Belouizdad - MC Oran              | Stade du 20 août                     | 3 - 0                                | Settara 28e A.Rahmane Yacine Selmi 56e Ali Moussa 75e | /                                           |                |                |                |
| 1999-2000                | CR Belouizdad - MC Oran              | Stade du 20 août                     | 4 - 3                                | S.Boutaleb 5e 47e, Settara 57e, Bounekdja 86e         | Amrane 12e, Meçabih 58e 75e                 |                |                |                |
| 1999-2000                | MC Oran - CR Belcourt                | Stade Ahmed-Zabana                   | 3 - 2                                | Mezouar 17e, Ali Moussa 76e                           | Boukessassa 34e (pen.) 79e, Gaid 51e        |                |                |                |
| Coupe 1999-2000 (1/8 F)  | CR Belouizdad - MC Oran              | Stade Ahmed-Kaïd (Tiaret)            | 1 - 2                                | Settara 18e                                           | Haddou 10e, A.Y.Selmi 30e (csc)             |                |                |                |
| 2000-2001                | CR Belouizdad - MC Oran              | Stade du 20 août                     | 1 - 0                                | Talis 91e                                             | -                                           |                |                |                |
| 2000-2001                | MC Oran - CR Belouizdad              | Stade Ahmed-Zabana                   | 2 - 2                                | Settara 9e Talis 45e                                  | Benhammou 47e Amrane 49e                    |                |                |                |
| 2001-2002                | MC Oran - CR Belouizdad              | Stade Ahmed-Zabana                   | 1 - 0                                | -                                                     | Daoud 50e                                   |                |                |                |
| 2001-2002                | CR Belouizdad - MC Oran              | Stade du 20 août                     | 2 - 3                                | Settara 88e, Talis 93e                                | Boussaâda 2e, Koudiri 83e et Gaïd 86e       |                |                |                |
| 2002-2003                | MC Oran - CR Belouizdad              | Stade Ahmed-Zabana                   | 1 - 0                                | -                                                     | Benzergua 75e                               |                |                |                |
| 2002-2003                | CR Belouizdad - MC Oran              | Stade du 20 août                     | 1 - 1                                | Boukessassa 49e                                       | Bermati 31e                                 |                |                |                |
| 2003-2004                | CR Belouizdad - MC Oran              | Stade du 20 août                     | 0 - 1                                | -                                                     | Méziani 10e                                 |                |                |                |
| 2003-2004                | MC Oran - CR Belouizdad              | Stade Habib-Bouakeul                 | 1 - 1                                | Badji 91e                                             | Kechamli 89e                                |                |                |                |
| 2004-2005                | MC Oran - CR Belouizdad              | Stade Habib-Bouakeul                 | 1 - 1                                | Chache 48e                                            | Chaïb 77e                                   |                |                |                |
| 2004-2005                | CR Belouizdad - MC Oran              | Stade du 20 août                     | 3 - 2                                | Rouaïghia 6e 14e, Ouslati 55e                         | Boudia 62e Boutaleb 69e                     |                |                |                |
| 2005-2006                | CR Belouizdad - MC Oran              | Stade du 20 août                     | 1 - 0                                | Laifaoui 3e                                           | -                                           |                |                |                |
| 2005-2006                | MC Oran - CR Belcourt                | Stade Ahmed-Zabana                   | 2 - 1                                | Amroune 18e                                           | Benkrama 39e, Boukessassa 57e               |                |                |                |
| 2006-2007                | CR Belouizdad - MC Oran              | Stade du 20 août                     | 2 - 1                                | Messaoud 56e 90e (pen.)                               | Bouazza 72e                                 |                |                |                |
| 2006-2007                | MC Oran - CR Belouizdad              | Stade Ahmed-Zabana                   | 2 - 0                                | -                                                     | Boukessassa 10e, Daoud 46e                  |                |                |                |
| 2007-2008                | CR Belouizdad - MC Oran              | Stade du 20 août                     | 1 - 0                                | Aoudia 59e                                            | -                                           |                |                |                |
| 2007-2008                | MC Oran - CR Belouizdad              | Stade Ahmed-Zabana                   | 1 - 0                                | -                                                     | Haddou 10e (pen.)                           |                |                |                |
| 2008-2009                | Divisions différentes : le MCO en D2 | Divisions différentes : le MCO en D2 | Divisions différentes : le MCO en D2 | Divisions différentes : le MCO en D2                  | Divisions différentes : le MCO en D2        |                |                |                |
| 2009-2010                | MC Oran - CR Belcourt                | Stade Ahmed-Zabana                   | 4 - 1                                | Saïbi 61e                                             | N. El Bahari 63e Kechamli 65e Daoud 72e 90e |                |                |                |
| 2009-2010                | CR Belouizdad - MC Oran              | Stade du 20 août                     | 2 - 0                                | Slimani 28e, M. Aouad 54e                             | -                                           |                |                |                |
| 2010-2011                | CR Belouizdad - MC Oran              | Stade du 20 août                     | 2 - 1                                | Bourakba 9e 54e                                       | S. Berradja 3e                              |                |                |                |
| 2010-2011                | MC Oran - CR Belouizdad              | Stade Ahmed-Zabana                   | 1 - 2                                | Slimani 3e, M. Kherbache 45e                          | Aouadj 85e                                  |                |                |                |
| 2011-2012                | CR Belouizdad - MC Oran              | Stade du 20 août                     | 4 - 1                                | F. Abdat 20e Aksas 33e Slimani 81e Bourakba 90e       | Belaïli 51e                                 |                |                |                |
| 2011-2012                | MC Oran - CR Belouizdad              | Stade Ahmed-Zabana                   | 1 - 0                                | -                                                     | N. El Bahari 6e                             |                |                |                |
| 2012-2013                | MC Oran - CR Belouizdad              | Stade Ahmed-Zabana                   | 1 - 1                                | Slimani 43e                                           | Dagoulou 49e                                |                |                |                |
| 2012-2013                | CR Belouizdad - MC Oran              | Stade du 20 août                     | 1 - 0                                | Slimani 35e                                           |                                             |                |                |                |
| 2013-2014                | MC Oran - CR Belouizdad              | Stade Ahmed-Zabana                   | 1 - 0                                |                                                       | Hichem Chérif 58e                           |                |                |                |
| 2013-2014                | CR Belouizdad - MC Oran              | Stade du 20 août                     | 2 - 2                                | Bourakba 4e et 65e (pen.)                             | Bouaïcha 41e, O. Belatoui 90e               |                |                |                |
| 2014-2015                | CR Belouizdad - MC Oran              | Stade du 20 août                     | 1 - 0                                | Djediat 45e                                           | -                                           |                |                |                |
| 2014-2015                | MC Oran - CR Belcourt                | Stade Ahmed-Zabana                   | 0 - 0                                | -                                                     | -                                           |                |                |                |
| 2015-2016                | MC Oran - CR Belcourt                | Stade Ahmed-Zabana                   | 3 - 3                                | Yahia Cherif 56e, Niati 72e, Aoudou 90e               | Moussi 11e 74e, Zaabia 81e                  |                |                |                |
| 2015-2016                | CR Belouizdad - MC Oran              | Stade du 20 août                     | 2 - 2                                | Nekkache 54e, Rebih 91e                               | K. Larbi 24e, M. Dahar 40e                  |                |                |                |
| 2016-2017                | CR Belouizdad - MC Oran              | Stade du 20 août                     | 1 - 1                                | Rebih 4e                                              | Nessakh 32e                                 |                |                |                |
| 2016-2017                | MC Oran - CR Belouizdad              | Stade Ahmed-Zabana                   | 0 - 2                                | Hamia 13e 78e                                         |                                             |                |                |                |
| 2017-2018                | CR Belouizdad - MC Oran              | Stade du 20 août                     | 0 - 0                                | -                                                     | -                                           |                |                |                |
| 2017-2018                | MC Oran - CR Belouizdad              | Stade Ahmed-Zabana                   | 0 - 2                                | Draoui 35e 78e                                        |                                             |                |                |                |
| 2018-2019                | CR Belouizdad - MC Oran              | 20 du août 1955                      | 0 - 1                                | -                                                     | Nadji 57e                                   |                |                |                |
| 2018-2019                | MC Oran - CR Belouizdad              | Stade Ahmed-Zabana                   | 1 - 1                                | Soumana 57e                                           | Nessakh 8e (csc)                            |                |                |                |
| 2019-2020                | CR Belouizdad - MC Oran              | Stade du 20 août                     | 1 - 1                                | Djerrar 2e                                            | Mansouri 85e (pen.)                         |                |                |                |
| 2019-2020                | MC Oran - CR Belouizdad              | Stade Ahmed-Zabana                   | Match non joué                       | Match non joué                                        | Match non joué                              |                |                |                |
| 2020-2021                | CR Belouizdad - MC Oran              | Stade du 20 août                     | 1 - 1                                | Belahouel 21e                                         | Nekkache 27e                                |                |                |                |
| 2020-2021                | MC Oran - CR Belouizdad              | Stade Ahmed-Zabana                   | 0 - 3                                | Sayoud 51e, Belkheir 53e, Khalfallah 62e              |                                             |                |                |                |
| 2021-2022                | CR Belouizdad - MC Oran              | Stade du 20 août                     | 3 - 0                                | Bourdim 30e, Dadache 71e, Khalfallah 88e              |                                             |                |                |                |
| 2021-2022                | MC Oran - CR Belouizdad              | Stade Ahmed-Zabana                   | 0 - 0                                | -                                                     | -                                           |                |                |                |
| 2022-2023                | CR Belouizdad - MC Oran              | Stade du 20 août                     | 2 - 0                                | Aribi 14e (pen.) 44e                                  |                                             |                |                |                |
| 2022-2023                | MC Oran - CR Belouizdad              | Stade Ahmed-Zabana                   | 3 - 1                                | Belaribi 5e, Saihi 39e, Dahar 72e (pen.)              | Reghba 33e                                  |                |                |                |
| 2023-2024                | CR Belouizdad - MC Oran              | Stade du 20 août                     | 2 - 0                                | Laouafi 45+9e (pen.), Meziane 75e                     |                                             |                |                |                |
| 2023-2024                | MC Oran - CR Belouizdad              | Stade Ahmed-Zabana                   | 1 - 0                                | Boussalem 84e (pen.)                                  |                                             |                |                |                |

## Bilan

### Palmarès des équipes
| Club          | Championnat | Coupe | Supercoupe | Coupe de la Ligue | Coupe maghrébine | Coupe arabe | Supercoupe Arabe | Total |
| ------------- | ----------- | ----- | ---------- | ----------------- | ---------------- | ----------- | ---------------- | ----- |
| MC Oran       | 4           | 4     | 0          | 1                 | 0                | 2           | 1                | 12    |
| CR Belouizdad | 10          | 8     | 2          | 1                 | 3                | 0           | 0                | 23    |
| Total         | 14          | 12    | 2          | 2                 | 3                | 2           | 1                | 35    |

En gras, le club qui possède le plus grand nombre de titres que l'autre dans une compétition.

### Statistiques des confortations
| Catégories        | Matches joués | Victoires MCO | Nuls | Victoires CRB | Buts MCO | Buts CRB |
| ----------------- | ------------- | ------------- | ---- | ------------- | -------- | -------- |
| Championnat       | 114           | 38            | 37   | 39            | 129      | 138      |
| Coupe d'Algérie   | 8             | 2             | 4    | 2             | 5        | 7        |
| Coupe de la ligue | 2             | 0             | 1    | 1             | 2        | 4        |
| TOTAL             | 124           | 40            | 42   | 42            | 135      | 150      |

### Meilleurs buteurs
| # | Joueur              | Club                                         | Buts |
| - | ------------------- | -------------------------------------------- | ---- |
| 1 | Kouider Boukessassa | (Mouloudia d'Oran 8) , (Chabab Belouizdad 1) | 9    |
| 2 | Hacène Lalmas       | Chabab Belouizdad                            | 8    |
| 3 | Abdelkader Fréha    | Mouloudia d'Oran                             | 6    |
| - | Fadel Riyad Settara | Chabab Belouizdad                            | 6    |
| 4 | Abdelhafid Tasfaout | Mouloudia d'Oran                             | 5    |
| - | Ishak Ali Moussa    | Chabab Belouizdad                            | 5    |
| - | Islam Slimani       | Chabab Belouizdad                            | 5    |
| 5 | Said Boutaleb       | Chabab Belouizdad                            | 4    |
| - | Nacer Gaïd          | Mouloudia d'Oran                             | 4    |